# Riccardo Villa
Riccardo Villa (Monza, 5 gennaio 2005) è un ginnasta italiano, membro della Nazionale di Ginnastica Artistica Maschile dell'Italia, bronzo mondiale giovanile di all-around nel 2023.

## Biografia
È nato il 5 gennaio 2005 a Monza.

## Carriera
È tesserato per la Ginnastica Pro Carate.

### 2022
Alla fine di luglio Villa ha gareggiato al Festival Olimpico della Gioventù Europea dove ha aiutato l'Italia a vincere l'oro a squadre. Individualmente Villa ha vinto l'argento nel totale dietro Radomyr Stelmakh. Inoltre lui e la compagna di squadra Arianna Grillo hanno vinto l'oro nella parte a coppie miste della competizione. In agosto Villa ha gareggiato ai Campionati Europei dove ha aiutato l'Italia a vincere l'oro a squadre. Individualmente vinse l'oro sul cavallo con maniglie e si piazzò sesto nella classifica generale.

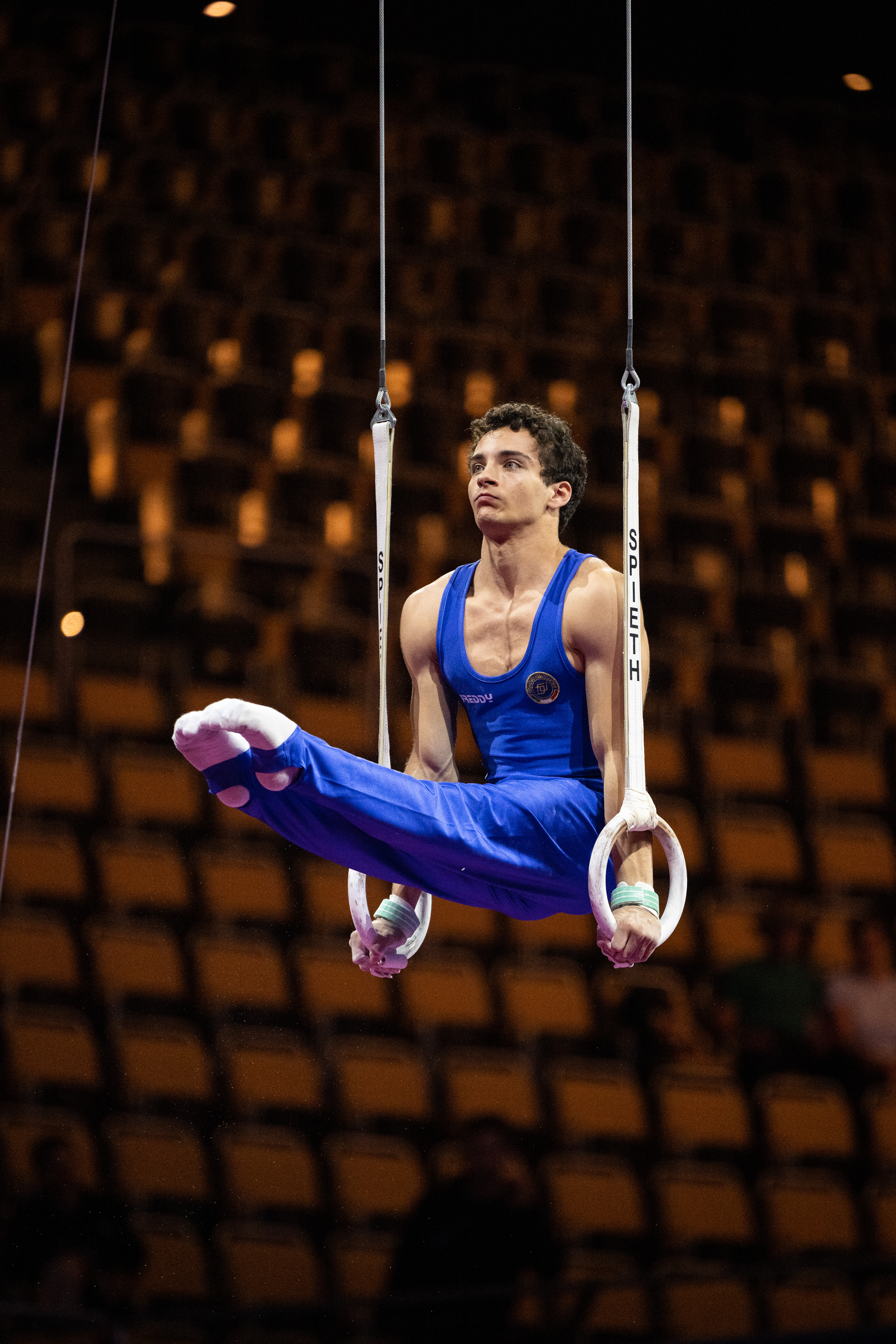
Villa agli europei di Monaco di Baviera nel 2022

### 2023
A fine marzo Villa ha gareggiato al secondo Campionato del Mondo Junior insieme a Manuel Beretta e Tommaso Brugnami. Nel primo giorno di gara ha aiutato l'Italia a vincere la medaglia di bronzo dietro Giappone e Cina. Durante la finale a tutto tondo, Villa vinse il bronzo, 0,001 punti davanti a Tomoharu Tsunogai e dietro Qin Guohuan della Cina e Ángel Barajas della Colombia. Inoltre Villa ha vinto il bronzo agli anelli e si è piazzato quinto alla sbarra.

## Palmarès
- Mondiali

Antalya 2023: bronzo nel concorso a squadre, negli anelli e nell'all-around;
- Europei

Monaco 2022: oro nel concorso a squadre, e nel cavallo con le maniglie;
- Festival olimpico della gioventù europea

Banska Bystrica 2022: oro nel concorso a squadre e bronzo nell'all-aroud;